# 갈매기
갈매기(영어: common gull, 학명: Larus canus 라루스 카누스[*])는 도요목 갈매기과의 한 종이다. 한자어로 백구(白鷗)·해구(海鷗)·수효(水鴞) 등의 이름으로도 불리며 순우리말로는 해고양이라고도 한다. 한국에 기록된 갈매기는 총 24종 정도이다.

## 생태
바닷가에 주로 서식하며 그 외에도 습지, 내륙의 호수 등에서도 흔히 볼 수 있다. 몸길이는 약 40cm이고 날개를 폈을 때는 120cm 정도이다. 한국에서는 겨울철새이다. 날개 위는 회색이고, 꽁지 끝이 검다. 부리와 다리가 노랗고, 나머지는 흰색을 띤다. 겨울에는 머리에 갈색 줄무늬가 생긴다. 암수의 구분이 어려우나 수컷이 더 덩치가 크다. 바닷말을 이용해 절벽에 둥지를 틀며 갈색의 알을 낳는다. 부화 기간은 4주 정도이다. 작은 무리를 지어 다니며 먹이는 물고기, 오징어 등이 있으나 필요에 따라서는 죽은 동물의 사체나 곤충, 여타 바닷새의 새끼도 잡아먹는 것으로 확인되었다.또한 무슨 이유인지 사람들이 만든 새우깡을 잘먹는다. 수분을 섭취할 때는 바닷물을 들이키는데, 이 때 몸 속으로 유입된 염류를 눈 위에 있는 소금샘에서 걸러내 눈물의 형태로 배출한다. 최대 수명은 24년으로 확인되었다.

## 문화
갈매기는 한국의 바닷가에서 대체적으로 가장 흔히 볼 수 있는 새이며, 옛적부터 바다의 은은한 풍광을 나타내는 동물로서 인식되었다. 한국의 시에서도 백구라는 이름으로 자주 등장하며 ＜백구사 白鷗詞＞ 등 가사에도 등장하였다. 부산광역시에서는 갈매기를 부산광역시를 상징하는 새로 지정했다. 갈매기고기는 한방에서는 약으로 쓰이기도 한다.

## 사진

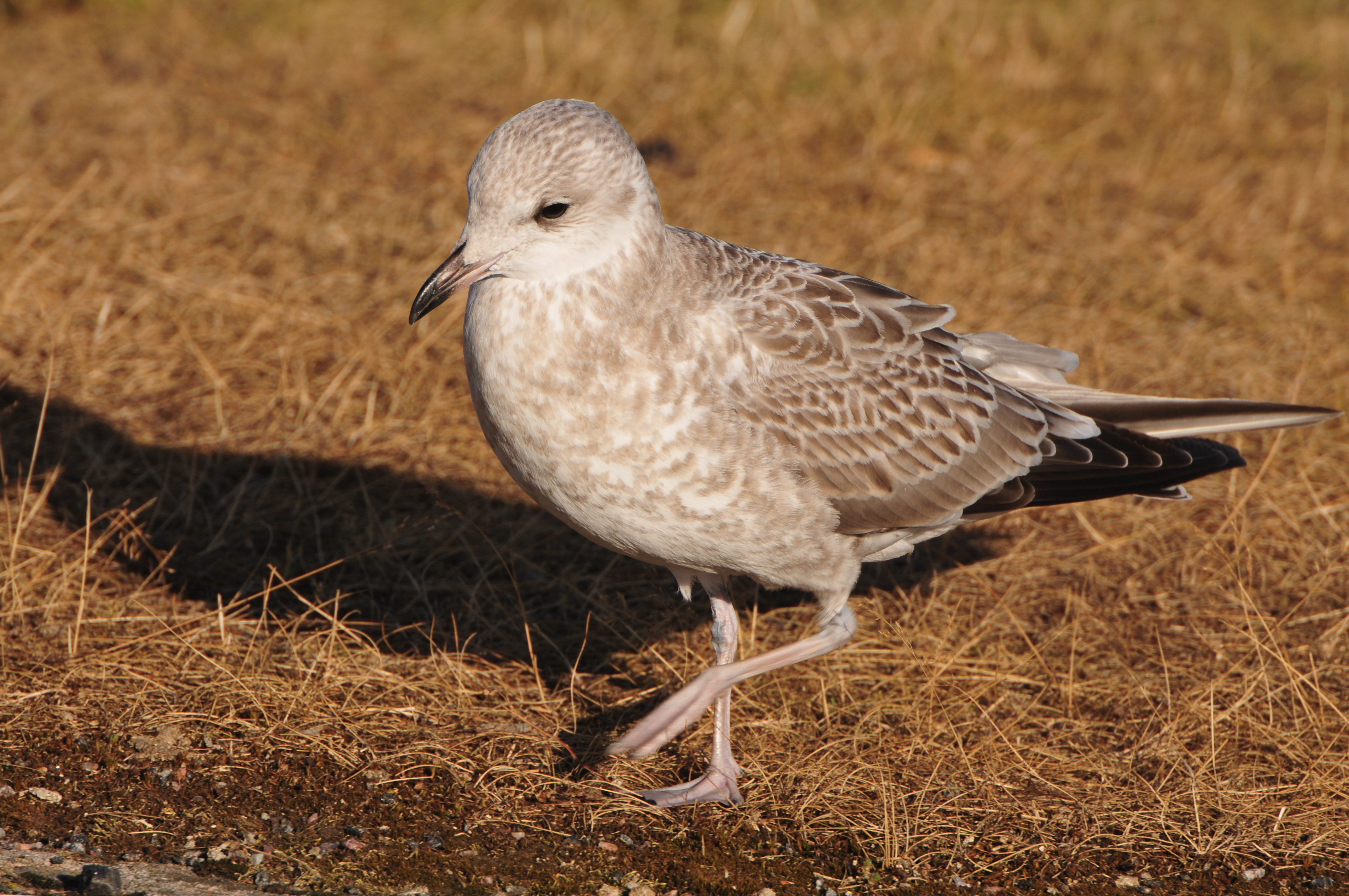
어린 갈매기
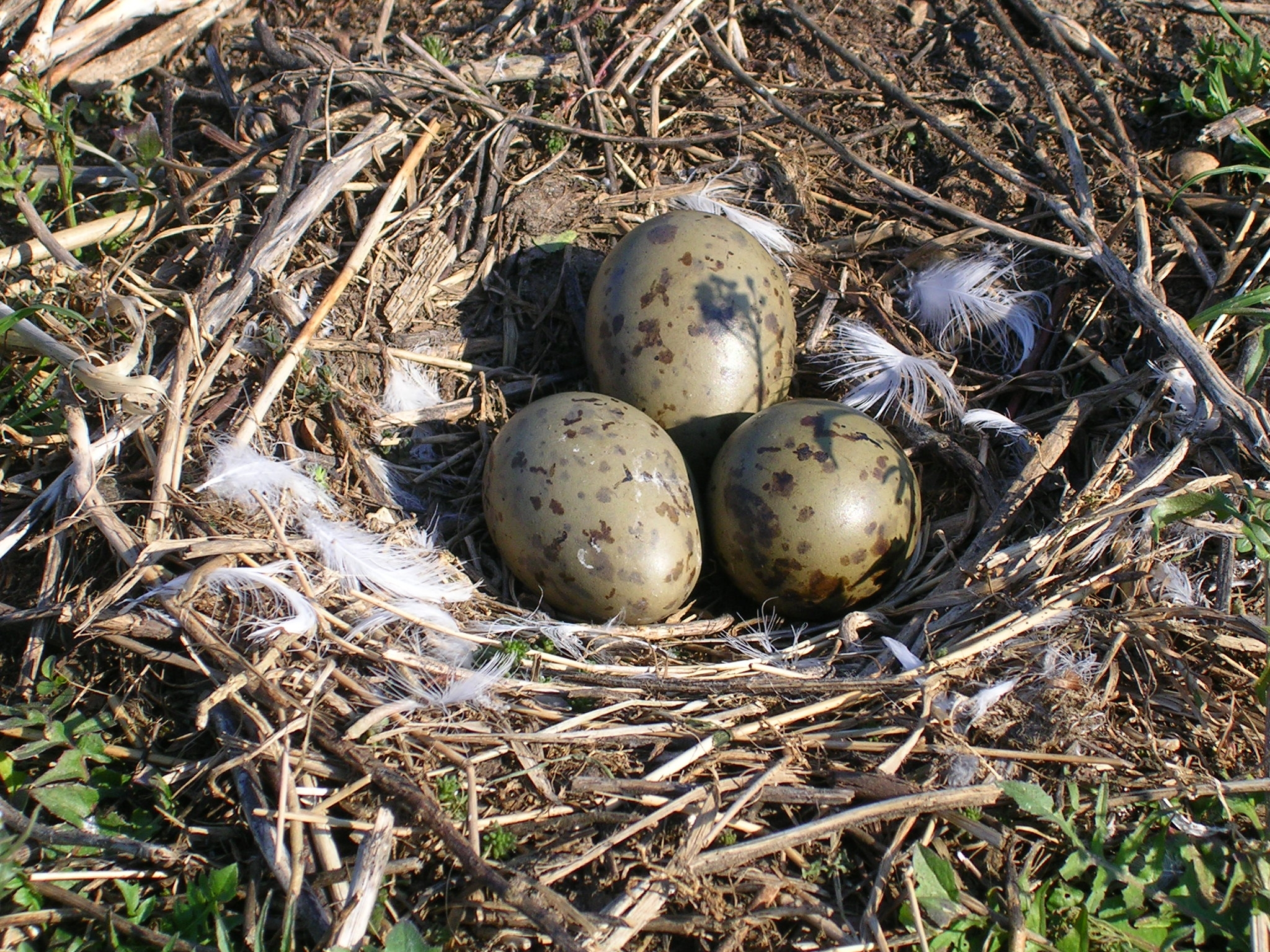
둥지와 알
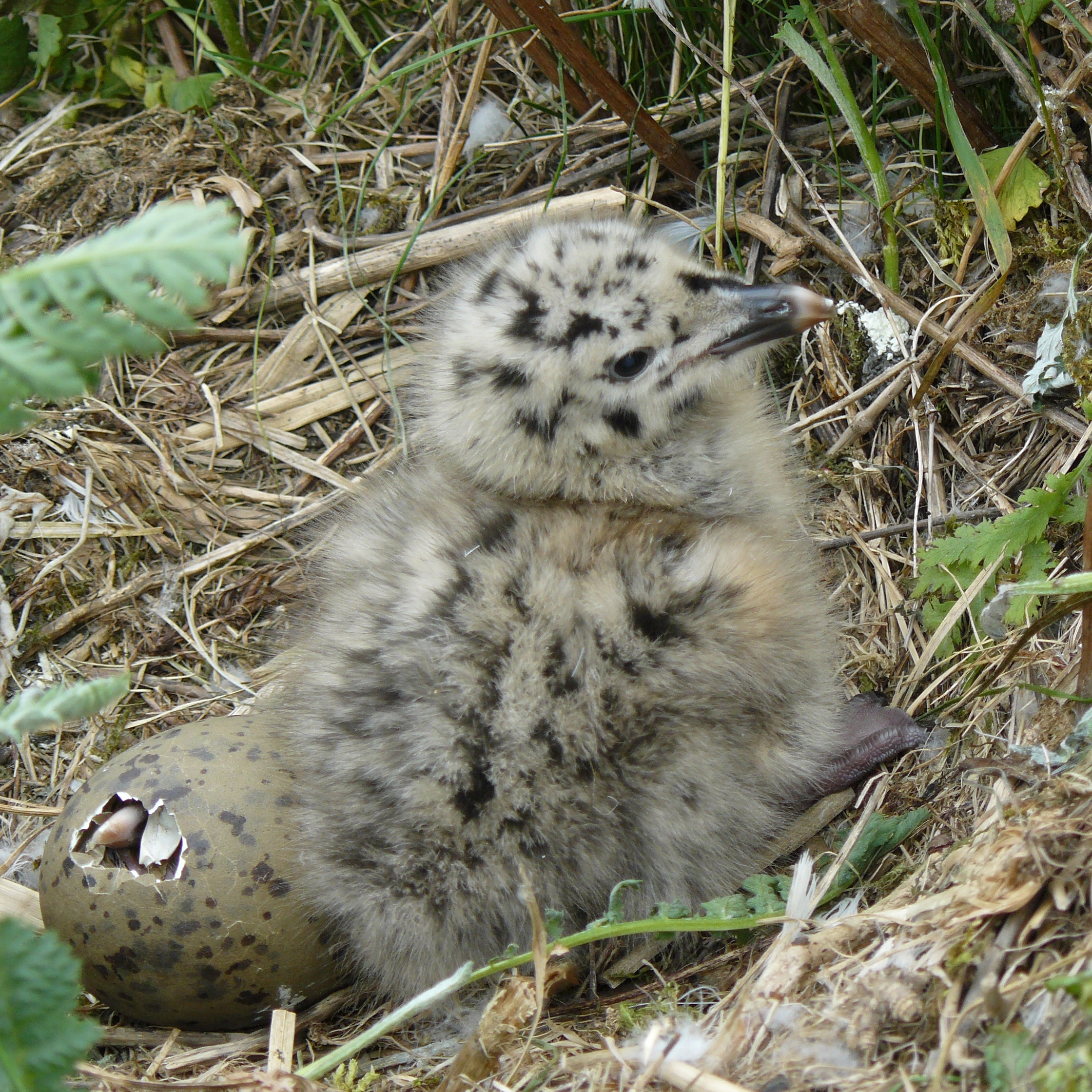
새끼
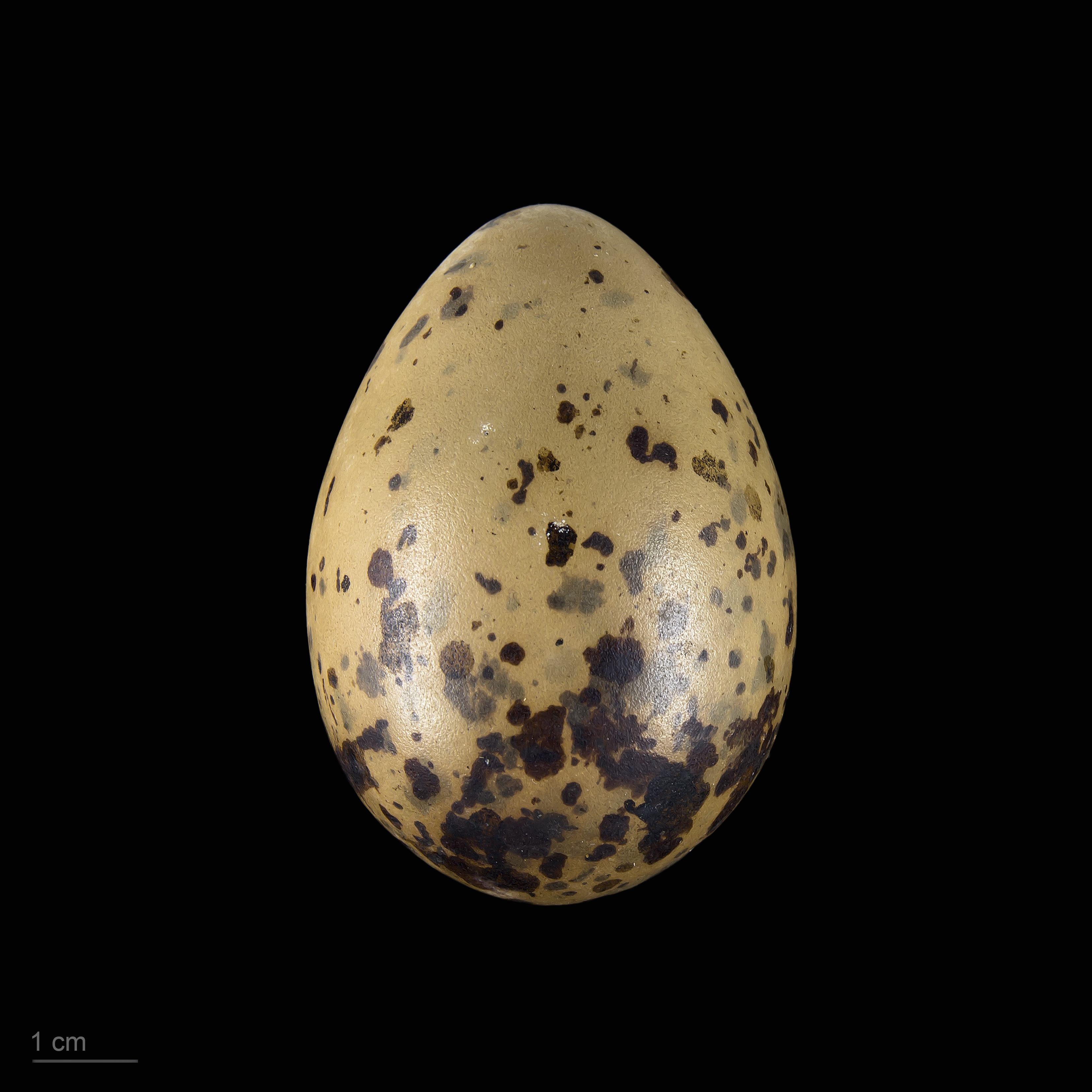
Museum specimen

## 상징
- 부산광역시의 시조 (市鳥)
- 경상북도 포항시의 시조 (市鳥)
- 경상북도 영덕군의 군조 (郡鳥)
- 경상북도 울진군의 군조
- 전북특별자치도 군산시의 시조 (市鳥)